# إلوب هاواي
إلوب هاواي (الاسم العلمي: Elops hawaiensis) (بالإنجليزية: Hawaiian ladyfish)‏ هو نوع من الأسماك يتبع جنس الإلوب من فصيلة الإلوبات.